# کیمریه
کیمریه (Ḳaymariyya)قبیله‌ای کرد بودند که بین دهه‌های۱۲۴۰ و ۱۲۶۰ میلادی واحد نظامی مهمی را در زمان ایوبیان متأخر و ممالیک اولیه تشکیل دادند آنها در حمله خوارزمی ها به فلسطین در سال ۱۲۴۴ نقش فرعی و در کودتای حامی ایوبیان در دمشق در سال ۱۲۵۰ نقش آفرینی کردند.

## تاریخچه
کیمریه نام خود را از قلعه کیمر(به ترکی : قیمر) واقع بین موصل و اخلاط گرفته اند .در منابع مختلف "جناح کوچک"   "گروه پادشاهی"  و "طایفه" توصیف شده اند .  امیران برجسته آنها با یکدیگر خویشاوندی داشتند.
در بین النهرین علیا ، کیمریه ابتدا به خدمت فرمانروایان ایوبی ،الاشرف موسی  (متوفی ۱۲۳۷) و صالح ایوب درآمدند که بعداً برخی از آنها را در سوریه و مصر اسکان داد. امیر حسام الدین  با دختری از اشرف ازدواج کرد.